# Electric Guitarist
Electric Guitarist je studiové album kytaristy Johna McLaughlina. Vyšlo roku 1978 (vydavatelství Columbia Records) a jeho producentem byl spolu s McLaughlinem Dennis McKay. Na nahrávce se dále podíleli například Billy Cobham, Carlos Santana a Jack DeJohnette. V hitparádě Billboard 200 se umístilo na 105. příčce. Obsahuje šest autorských skladeb doplněných o jednu coververzi.

## Seznam skladeb
| Pořadí | Název                                        | Autor                        | Délka |
| ------ | -------------------------------------------- | ---------------------------- | ----- |
| 1.     | New York on My Mind                          | John McLaughlin              | 5:46  |
| 2.     | Friendship                                   | McLaughlin                   | 7:02  |
| 3.     | Every Tear from Every Eye                    | McLaughlin                   | 6:53  |
| 4.     | Do You Hear the Voices That You Left Behind? | McLaughlin                   | 7:41  |
| 5.     | Are You the One? Are You the One?            | McLaughlin                   | 4:43  |
| 6.     | Phenomenon: Compulsion                       | McLaughlin                   | 3:23  |
| 7.     | My Foolish Heart                             | Victor Young, Ned Washington | 3:25  |

## Obsazení
- John McLaughlin – kytara
- Carlos Santana – kytara
- Stu Goldberg – syntezátor, elektrické piano, varhany
- Chick Corea – syntezátor, klavír
- Patrice Rushen – klavír
- Tom Coster – varhany
- Billy Cobham – bicí
- Jerry Goodman - housle
- Narada Michael Walden – bicí
- Tony Thunder Smith – bicí
- Jack DeJohnette – bicí
- Tony Williams – bicí
- Alyrio Lima – perkuse
- Armando Peraza –konga
- Fernando Saunders – baskytara
- Neil Jason – baskytara
- Alphonso Johnson – baskytara, syntezátor
- Stanley Clarke – baskytara
- Jack Bruce – baskytara
- David Sanborn – saxofon